# Filipijnen op de Olympische Zomerspelen 1956
De Filipijnen namen deel aan de Olympische Zomerspelen 1956 in Melbourne, Australië. Voor de derde opeenvolgende keer werd er geen medaille gewonnen.

## Resultaten per onderdeel

### Atletiek
| Olympiër          | Discipline       | Resultaat | Prestatie                                            |
| ----------------- | ---------------- | --------- | ---------------------------------------------------- |
| Pablo Somblingo   | 400m (m)         | 30e       | serie 2: 6de in 49,50                                |
| Pablo Somblingo   | 400m horden (m)  | 25e       | serie 1: 5de in 54,50                                |
| Ciriaco Baronda   | hoogspringen (m) | 17e       | kwalificatie: 21ste met 1,92m finale: 17de met 1,92m |
|                   |                  |           |                                                      |
| Manolita Cinco    | 80m horden (v)   | 21e       | serie 3: 7de in 12,1                                 |
| Francisca Sanopal | 80m horden (v)   | 17e       | serie 4: 5de in 11,8                                 |

### Basketbal
De Filipijnen wonnen drie wedstrijden, verloren er vijf en eindigden op de 7e plaats.
| Olympiër | Discipline | Resultaat | Prestatie |
| --- | ---------- | --------- | --- |
| Carlos Badion Rafael Baretto Ramon Campos Loreto Carbonel Antonio Genato Eduardo Lim Carlos Loyzaga Ramon Manulat Leonardo Marquicias Mariano Tolentino Martin Urra Antonio Villamor | mannen     | 8e        | 1ste ronde groep A: 2de W van Thailand: 55-44 W van Japan: 76-61 V van Verenigde Staten: 53-121 kwartfinale groep A: 4de V van Uruguay: 70-79 W van Frankrijk: 65-58 V van Chili: 69-88 5-8ste plek: V van Bulgarije: 70-80 7-8ste plek: V van Chili: 68-75 |

| 1ste ronde Groep A |                  |             |             |             |            |            |            |        |
| #                  | Land             | Wedstrijden | Wedstrijden | Wedstrijden | Doelpunten | Doelpunten | Doelpunten | Punten |
| #                  | Land             | G           | W           | V           | V          | T          | Saldo      | Punten |
| 1                  | Verenigde Staten | 3           | 3           | 0           | 320        | 122        | +198       | 6      |
| 2                  | Filipijnen       | 3           | 2           | 1           | 184        | 226        | -42        | 5      |
| 3                  | Japan            | 3           | 1           | 2           | 171        | 224        | -53        | 4      |
| 4                  | Thailand         | 3           | 0           | 3           | 123        | 226        | -103       | 3      |

| Ronde      | Plaats           | Land   | Score      | Land |
| ---------- | ---------------- | ------ | ---------- | ---- |
| Groepsfase |                  |        |            |      |
| Melbourne  | Filipijnen       | 55-44  | Thailand   |      |
| Melbourne  | Japan            | 61-76  | Filipijnen |      |
| Melbourne  | Verenigde Staten | 121-53 | Filipijnen |      |

| Kwartfinale Groep A |            |             |             |             |        |        |        |        |
| #                   | Land       | Wedstrijden | Wedstrijden | Wedstrijden | Punten | Punten | Punten | Punten |
| #                   | Land       | G           | W           | V           | V      | T      | Saldo  | Punten |
| 1                   | Frankrijk  | 3           | 2           | 1           | 195    | 187    | +8     | 5      |
| 2                   | Uruguay    | 3           | 2           | 1           | 221    | 209    | +12    | 5      |
| 3                   | Chili      | 3           | 1           | 2           | 221    | 220    | +1     | 4      |
| 3                   | Filipijnen | 3           | 1           | 3           | 204    | 225    | -21    | 4      |

| Ronde       | Plaats     | Land  | Score      | Land |
| ----------- | ---------- | ----- | ---------- | ---- |
| Kwartfinale |            |       |            |      |
| Melbourne   | Uruguay    | 79-70 | Filipijnen |      |
| Melbourne   | Filipijnen | 65-58 | Frankrijk  |      |
| Melbourne   | Chili      | 88-69 | Filipijnen |      |
| 5-8ste plek |            |       |            |      |
| Melbourne   | Filipijnen | 70-80 | Bulgarije  |      |
| 7-8ste plek |            |       |            |      |
| Melbourne   | Chili      | 68-75 | Filipijnen |      |

### Boksen
| Olympiër             | Discipline  | Resultaat | Prestatie                                                      |
| -------------------- | ----------- | --------- | -------------------------------------------------------------- |
| Federico Bonus       | -51kg (m)   | 9e        | 1ste ronde: vrij 2de ronde: V van ROU Dobrescu: punten         |
| Alberto Adela        | -54kg (m)   | 17e       | 1ste ronde: V van KOR Song: punten                             |
| Paulino Meléndres    | -57kg (m)   | 17e       | 1ste ronde: V van GDR Schroter: punten                         |
| Celedonio Espinosa   | -60kg (m)   | 9e        | 1ste ronde: vrij 2de ronde: V van FRG Kurschat: punten         |
| Manuel de los Santos | -63,5kg (m) | 9e        | 1ste ronde: vrij 2de ronde: V van KOR Hwang: gediskwalificeerd |

### Gewichtheffen
| Olympiër            | Discipline | Resultaat | Prestatie                                                                     |
| ------------------- | ---------- | --------- | ----------------------------------------------------------------------------- |
| Pedro Landero       | -56kg (m)  | DNF       | drukken: geen geldige poging                                                  |
| Rodrigo del Rosario | -60kg (m)  | DNF       | drukken: 4de met 102,5kg trekken: 18de met 87,5kg stoten: geen geldige poging |

### Schietsport
| Olympiër         | Discipline                  | Resultaat | Prestatie   |
| ---------------- | --------------------------- | --------- | ----------- |
| Hernando Castelo | 50m geweer liggend (m)      | 34e       | 592 punten  |
| César Jayme      | 50m geweer liggend (m)      | 23e       | 594 punten  |
| Martin Gison     | 300m geweer 3 houdingen (m) | 13e       | 1043 punten |
| Martin Gison     | 25m snelvuurpistool (m)     | 22e       | 551 punten  |
| Ricardo Hizon    | 50m pistool (m)             | 32e       | 456 punten  |
| Enrique Beech    | trap (m)                    | 24e       | 152 punten  |

### Worstelen
| Olympiër        | Discipline  | Resultaat   | Prestatie                                                   |
| Vrije stijl     | Vrije stijl | Vrije stijl | Vrije stijl                                                 |
| --------------- | ----------- | ----------- | ----------------------------------------------------------- |
| Ernesto Ramel   | -57kg (m)   | 11e         | 1ste ronde: V van KOR Lee 2de ronde: V van URS Shakhov      |
| Mateo Tanaquin  | -67kg (m)   | 19e         | 1ste ronde: V van MEX Tovar 2de ronde: V van GBR Taylor     |
| Nicolas Arcales | -79kg (m)   | 13e         | 1ste ronde: V van GER Sterr 2de ronde: V van URS Sjirtladze |

### Zwemmen
| Olympiër                                                 | Discipline            | Resultaat | Prestatie                  |
| -------------------------------------------------------- | --------------------- | --------- | -------------------------- |
| Dakula Arabani                                           | 100m vrije slag (m)   | 28e       | serie 5: 6de in 1.00,2     |
| Ulfiano Babol                                            | 400m vrije slag (m)   | 30e       | serie 1: 6de in 4.53,4     |
| Bana Sailani                                             | 400m vrije slag (m)   | 24e       | serie 4: 7de in 4.49,0     |
| Bana Sailani                                             | 1500m vrije slag (m)  | 14e       | serie 3: 4de in 19.16,8    |
| Pedro Cayco                                              | 100m rugslag (m)      | 23e       | serie 2: 6de in 1.11,6     |
| Palsons Naibula                                          | 200m schoolslag (m)   | 23e       | serie 1: gediskwalificeerd |
| Palsons Naibula                                          | 200m vlinderslag (m)  | 18e       | serie 2: 5de in 3.03,2     |
| Agapito Lozada                                           | 200m vlinderslag (m)  | 14e       | serie 3: 4de in 2.43,5     |
| Dakula Arabani Ulfiano Babol Agapito Lozada Bana Sailani | 4x200m vrije slag (m) | 11e       | serie 2: 6de in 9.05,7     |
|                                                          |                       |           |                            |
| Gertrudez Lozada                                         | 100m vrije slag (v)   | 35e       | serie 3: 7de in 1.13,7     |
| Gertrudez Lozada                                         | 400m vrije slag (v)   | 26e       | serie 1: 6de in 5.34,2     |
| Jocelyn von Giese                                        | 100m rugslag (v)      | 22e       | serie 2: 7de in 1.20,0     |

Afghanistan · Argentinië · Australië · Bahama's · België · Bermuda · Birma · Brazilië · Brits-Guiana · Bulgarije · Cambodja* · Canada · Ceylon · Chili · Colombia · Cuba · Denemarken · Duits eenheidsteam · Egypte* · Ethiopië · Fiji · Filipijnen · Finland · Frankrijk · Griekenland · Groot-Brittannië · Hongarije · Hongkong · Ierland · IJsland · India · Indonesië · Iran · Israël · Italië · Jamaica · Japan · Joegoslavië · Kenia · Liberia · Luxemburg · Malakka · Mexico · Nederland* · Nieuw-Zeeland · Nigeria · Noord-Borneo · Noorwegen · Oeganda · Oostenrijk · Pakistan · Peru · Polen · Portugal · Puerto Rico · Roemenië · Singapore · Sovjet-Unie · Spanje* · Taiwan · Thailand · Trinidad en Tobago · Tsjecho-Slowakije · Turkije · Uruguay · Venezuela · Verenigde Staten · Vietnam · Zuid-Afrika · Zuid-Korea · Zweden · Zwitserland*

*alleen deelgenomen in Stockholm